# Algy Ward
Algy Ward   (Croydon, 7 de juliol de 1959 - Royal Tunbridge Wells, 2023) és un baixista i cantant rock and roll anglès.
Primer va ser membre actiu del grup australià de punk, The Saints (tocant el segon i el tercer àlbum; Eternally Yours i Prehistoric Sounds) abans d'unir-se al grup britànic de The Damned i tocar pel disc Machine Gun Etiquette (1979). També va tocar al Live at the Moonlight Club (The School Bullies).
En Ward també va unir-se al moviment de la New Wave of British Heavy Metal amb el grup Tank a principis de la dècada de 1980.